# 板津匡覧
板津 匡覧（いたづ よしみ、1980年 - ）は、日本の男性アニメーション監督、アニメーター。岐阜県出身。

## 経歴
18歳でアニメ業界に入り、スタジオぎゃろっぷ、マッドハウス等でアニメーターとして活動する。
2004年の『妄想代理人』で作画監督、2007年の『電脳コイル』で総作画監督を務める。
2010年、作画監督を務める予定だった故今敏監督の未完映画『夢みる機械』の監督代行を務めることが正式に発表されたが、その後凍結されたままになっている。
2015年、映画『百日紅 〜Miss HOKUSAI〜』で初のキャラクターデザインを務め、ショートアニメ『みつあみの神様』で監督デビューを果たす。
2016年、『みつあみの神様』が第49回ヒューストン国際映画祭にてクラシック・セル・アニメーション部門プラチナ・レミ賞受賞ほか22賞を受賞。
2017年、『ボールルームへようこそ』で初めてテレビシリーズの監督を務める。
2023年、『北極百貨店のコンシェルジュさん』で初めて劇場アニメの監督を務める。

## 人物
子供の頃からアニメーションや絵を描くことが好きで、アニメーションの専門学校に行かせてもらえることになったことでアニメーターの道に進む。
子供の頃に好きだったアニメは宮崎駿監督作品や『AKIRA』で、特に宮崎作品が好きだった。
最も影響を受けたアニメーターは井上俊之。また『電脳コイル』で一緒だった本田雄、『パプリカ』の作画監督だった安藤雅司の影響も強い。アニメーターとしての動きの作り方の師匠は丹内司。
これまで宮崎駿や今敏、磯光雄、原恵一といった監督の作品に参加してきた。その中で宮崎駿と今敏は自分の絵を中心に作品を作って行くという点で似たタイプであり、宮崎は自身の実体感覚が強烈に画面に出る人で、今はもう少し論理的で言葉で説明しながら作って行くと語っている。それに対し、アニメーター出身ではない原恵一は絵コンテに最も力を入れているという。特に強い影響を受けたのは色々話を聞く機会も多かった今敏で、絵コンテのカット割り、方法論については彼が師匠だという。
これまでに鑑賞したり制作に参加したりした作品の影響から、自分には『どうぶつ宝島』などの東映動画の長編アニメのようなシンプルな線で描かれたキャラクターがのびやかに動くマンガチックな作品と、現代的なリアルなアニメーションの両方の血が流れていると自己分析している。

## 参加作品

### テレビアニメ
1996年
- こちら葛飾区亀有公園前派出所（ - 2004年） - 原画、動画

1998年
- 頭文字D - 動画
- おじゃる丸 - 動画

2000年
- 遊☆戯☆王デュエルモンスターズ - 動画

2003年
- WOLF'S RAIN - 原画
- 鋼の錬金術師（ - 2004年） - 原画

2004年
- 妄想代理人 - 作画監督、原画
- BECK（ - 2005年） - 原画

2005年
- アイシールド21（ - 2005年） - 原画

2007年
- 電脳コイル - 総作画監督、作画監督、原画

2008年
- 亡念のザムド - 作画監督、原画
- 屍姫 赫 - 原画、OP原画

2011年
- うさぎドロップ - 原画
- ギルティクラウン - 原画

2013年
- げんしけん 二代目 - 原画

2016年
- ジョーカー・ゲーム - 絵コンテ、演出、原画、EDカード

2017年
- ボールルームへようこそ - 監督、絵コンテ、演出、アクション作画監督補佐、原画

2018年
- レイトン ミステリー探偵社 〜カトリーのナゾトキファイル〜 - 原画
- 風が強く吹いている - 絵コンテ、演出、原画

2019年
- アニマエール! - 絵コンテ

### 劇場アニメ
1999年
- こちら葛飾区亀有公園前派出所 THE MOVIE - 動画

2000年
- 映画おじゃる丸 約束の夏 おじゃるとせみら - 動画

2003年
- こちら葛飾区亀有公園前派出所 THE MOVIE2 UFO襲来! トルネード大作戦!! - 原画

2004年
- クレヨンしんちゃん 嵐を呼ぶ!夕陽のカスカベボーイズ - 原画
- 劇場版 NARUTO -ナルト- 大活劇!雪姫忍法帖だってばよ!! - 原画

2006年
- トップをねらえ2! 劇場版 - 原画
- パプリカ - 原画

2010年
- 夢みる機械（製作中止） - 監督代行、キャラクターデザイン、作画監督

2013年
- 風立ちぬ - 原画

2015年
- 百日紅 〜Miss HOKUSAI〜 - キャラクターデザイン、作画監督、原画

2016年
- ポッピンQ - 原画

2019年
- バースデー・ワンダーランド - 原画

2022年
- 鹿の王 - 作画監督補佐（共同）、原画

2023年
- 君たちはどう生きるか - 原画
- 北極百貨店のコンシェルジュさん - 監督

### 短編・パイロットフィルム
2015年
- みつあみの神様（舞台のアニメーションパート）- 監督、絵コンテ、キャラクターデザイン、作画監督、原画

### OVA
2003年
- アニメ古典文学館 第3巻「平家物語」 - 作画監督

2004年
- トップをねらえ2!（ - 2006年） - 原画

### ゲーム
2004年
- テイルズ オブ リバース - 原画